# Jacob van Westrop
Jacob van Westrop (ur. 7 listopada 1886 w Zaandam, zm. 28 czerwca 1962 w Blue Island) – holenderski zapaśnik walczący w stylu klasycznym. Olimpijczyk z Londynu 1908, gdzie zajął piąte miejsce w wadze lekkociężkiej.
Zajął szóste miejsce na mistrzostwach świata w 1910. Mistrz Europy w 1910 roku.

## Turniej wLondynie 1908
| Konkurencja          | Walki                  | Walki             | Klas. końcowa |
| Konkurencja          | Przeciwnik I           | Przeciwnik II     | Miejsce       |
| -------------------- | ---------------------- | ----------------- | ------------- |
| 93 kg styl klasyczny | Jussi Kivimäki (FIN) Z | Hugó Payr (HUN) P | 5.            |